# Kleine glimworm
De kleine glimworm (Lamprohiza splendidula) is een insect uit de familie vuurvliegen of glimwormen (Lampyridae).

## Beschrijving

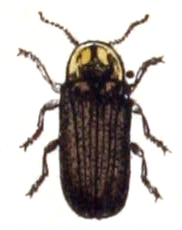

Deze soort wordt ongeveer 8 tot 10 millimeter lang, vrouwtjes worden even lang als mannetjes. Het uiterlijk is echter sterk verschillend; vrouwtjes hebben namelijk geen dekschilden en lijken zeer op de larve. Ze hebben een week, vrij plat, lichtgeel en duidelijk gesegmenteerd achterlijf, maar wel een ontwikkelde kop en zes duidelijke poten, hoewel deze kort zijn. Mannetjes hebben zwartbruine tot zwarte langwerpige dekschilden met een structuur die lijkt op schuurpapier. De kop is klein en poten en tasters kunnen volledig worden teruggetrokken. Alleen mannetjes kunnen vliegen. Beide seksen, en ook de larven en zelfs eitjes, produceren licht. Zie ook glimwormen en bioluminescentie voor een verdere beschrijving hiervan. Kenmerkend zijn twee doorzichtige plekken op de voorkant van de kop, die venstervlekken worden genoemd.

## Algemeen
Vanwege het luminescerende vermogen is deze soort alleen tijdens de schemering of 's nachts actief, overdag verstopt de glimworm zich in scheuren in boombast en dergelijke. De habitat bestaat uit bosranden, open plekken in het bos en andere dichtbegroeide gebieden waar de vrouwelijke kever meestal tussen struiken of op boomstammen zit om mannetjes te lokken. Soms wordt deze soort ook wel in tuinen en parken aangetroffen, maar ze gaat in aantal achteruit, waarschijnlijk vanwege het verdwijnen van leefgebieden. Deze soort stelt meer eisen aan het biotoop dan de gewone glimworm. Het voedsel bestaat voornamelijk uit slakken en naaktslakken, waardoor de soort als erg nuttig mag worden beschouwd. Alleen vrouwtjes en larven jagen, mannetjes eten waarschijnlijk niet meer en leven ook korter. Deze soort komt in grote delen van Centraal-Europa voor en is ingevoerd in Noord-Amerika.

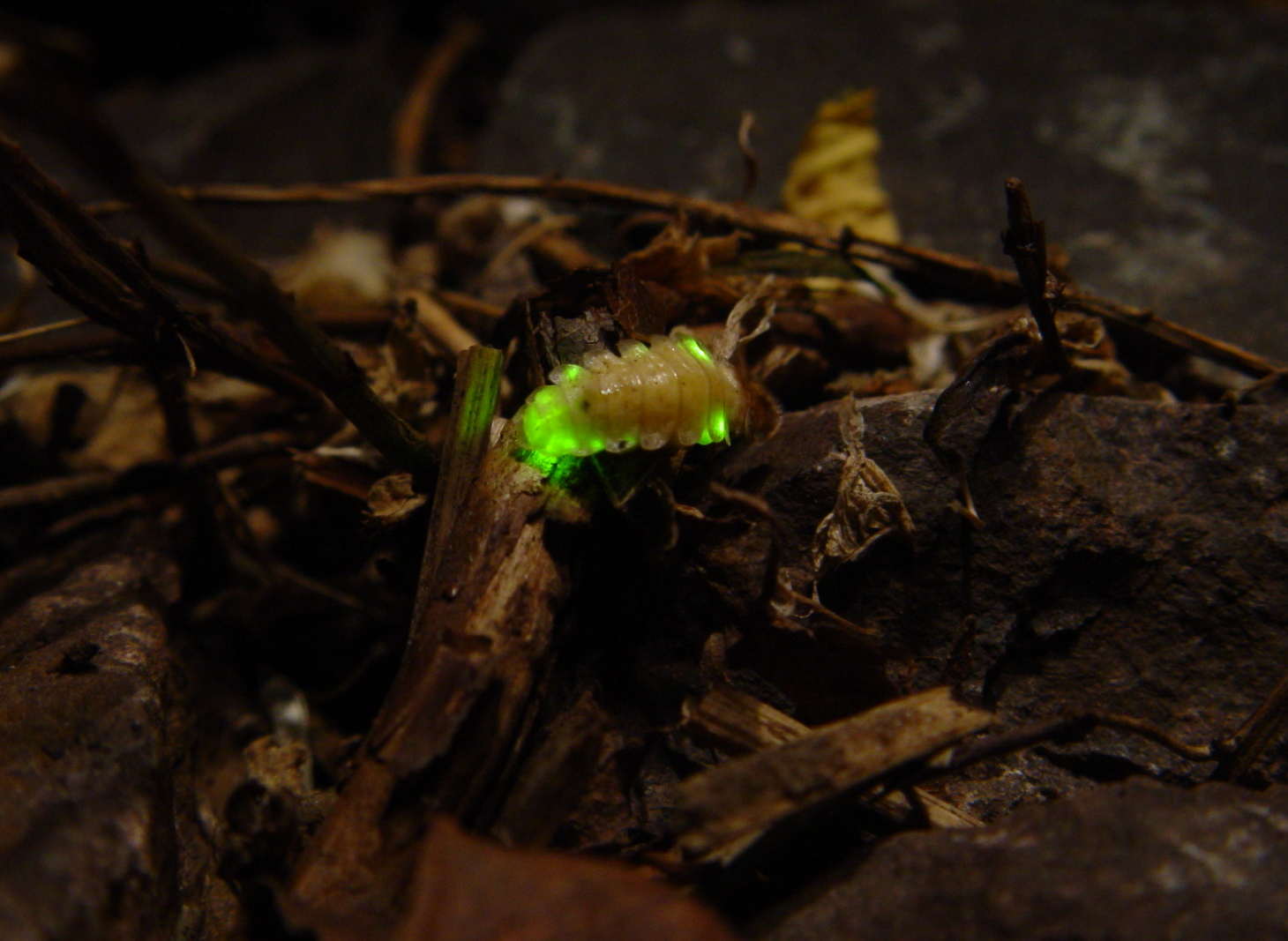
Glimworm in het donker